# Paweł Wojtala
Paweł Wojtala (* 27. Oktober 1972 in Posen, Polen) ist ein ehemaliger polnischer Fußballspieler.

## Karriere
Im Verlauf seiner Profikarriere spielte er in mehreren Ländern (Polen, Deutschland und Österreich) und konnte auch insgesamt zwölf Spiele für die Polnische Nationalmannschaft bestreiten.
Pawel Wojtala begann seine Karriere 1991 bei Lech Poznań, wo er sechs Jahre spielte und 1994 erstmals zum Kader der polnischen Nationalmannschaft zählte, ehe er 1996 zum Ligakonkurrenten Widzew Lodz wechselte.
Im Januar 1997 verpflichtete der Hamburger SV unter Trainer Felix Magath den 1,92 m großen Verteidiger für 2.000.000 DM. Wojtala erhielt bei dem HSV einen Viereinhalbjahresvertrag, konnte aber aufgrund einiger Eingewöhnungsprobleme nicht zur erhofften Verstärkung werden. Weder bei Magath noch unter dem späteren Trainer Frank Pagelsdorf konnte er überzeugen. Der HSV legte dem Polen im Januar 1998 einen Wechsel nahe. Er fuhr nach England, um dort ein Testspiel für Sheffield Wednesday zu absolvieren. Die Leistung überzeugte den Premier-League-Club, so dass sie ihn verpflichten wollten. Der HSV wollte eine Ablösesumme in Höhe von 2.000.000 DM für Wojtala haben, da auch der FC Liverpool eine Summe von 4.000.000 DM in den Raum stellte. Sheffield Wednesday war bereit, die Ablösevorstellungen des HSV zu erfüllen und drängte auf einen schnellen Wechsel. Durch die englischen Arbeitsrichtlinien für Ausländer kam es nicht zu dem Transfer und auch zu keinem Leihgeschäft, da der HSV dieses ablehnte. Wojtala blieb daher bis zum Sommer 1998 beim HSV.
Er wechselte dann für 1.500.000 DM Ablöse zum Nordrivalen Werder Bremen. Sein „Entdecker“ und designierter Werder-Coach Felix Magath hatte ihn, zusammen mit Stürmer Dirk Weetendorf, von der Elbe an die Weser geholt. Doch auch in seinen zwei Jahren bei Werder schaffte er es nicht konstant seine Leistungen abzurufen. Im Sommer 2000 sortierte ihn der neue Trainer Thomas Schaaf aus der Mannschaft aus und Werder Bremen löste den Vertrag mit ihm auf. Beim SV Werder Bremen wurde er 1999 Deutscher Pokalsieger und absolvierte 21 Bundesligaspiele.
Wojtala wechselte 1999 zu Legia Warschau, wo ihm in der ersten Saison für den Klub das Kreuzband im Knie riss und sich dieses nach der Heilung entzündete. Somit musste er auch diesen Verein verlassen und kehrte für zwei Monate zu seinem Heimatverein Lech Posen zurück, für den er nur ein Ligaspiel bestritt.
Trainer Aleksandar Ristić erhielt ihn in der Winterpause der Saison 2001/2002 ablösefrei für den Zweitligisten Rot-Weiß Oberhausen, wo er einen Vertrag bis zum 30. Juni 2003 erhielt. Nach anderthalb guten Jahren in Oberhausen erhielt Wojtala, vor Ablauf seines Vertrages, mehrere Angebote von anderen Vereinen.
Da RWO die Gehaltsforderungen von Wojtala nicht erfüllen konnte, erfolgte ein Wechsel zum Ligakonkurrenten LR Ahlen unter Trainer Jörn Andersen und ab Sommer 2003 spielte er hier unter Trainer Stefan Kuntz. Eine langwierige Leistenverletzung Wojtalas, die er sich am fünften Spieltag zuzog, und die sportliche Talfahrt unter Trainer Kuntz sorgten dafür, dass Wojtala bereits im Februar 2004 die Freigabe zum Wechsel erhielt.
Der Karlsruher Sportclub und dessen Trainer Lorenz-Günther Köstner griffen sofort zu und sicherten sich ablösefrei die Dienste des Ex-Nationalspielers bis zum Sommer 2005, wohlwissend über dessen Verletzungsstand. Doch schon im Sommer war für Wojtala nach nur drei Spielen und vielen Verletzungssorgen Schluss in Karlsruhe.
Sein Heimatverein Lech Poznań war im Sommer 2004 das Ziel von Wojtala. Die Polen, die sich für die kommende UEFA-Pokalsaison aufrüsten wollten, statteten ihn mit einem Einjahresvertrag aus. Nur fünf Monate blieb er bei dem Erstligisten, dann ging es für ihn zum Lokalrivalen Warta Poznań. Auch bei Warta Poznań blieb ihm ein halbes Jahr, dann strich Hauptsponsor Warta die Gelder für den Klub.
Im Juni 2006 unterschrieb er einen neuen Vertrag beim Oberligisten Hallescher FC. Wojtala erwies sich als großer Stabilisator für die Abwehr von Halle und er übernahm auch das Kapitänsamt. Im Januar 2007 kündigte er überraschend seinen Vertrag bei den Ostdeutschen, um zurück in seine Heimat zu gehen und seine schwangere Frau zu unterstützen.
Für eine kurze Zeit spielte Wojtala für den österreichischen Amateurverein SV Sankt Andrä-Wördern. Im Sommer 2007 beendete er seine Spielerkarriere.
Zusammen mit anderen polnischen Sportstars stand Wojtala im April 2008 für ein Benefizspiel auf dem Platz, welches zur Unterstützung der Familie des ehemaligen Fußballprofis Jerzy Hawrylewicz ausgerichtet wurde, der damals seit 16 Jahren im Wachkoma lag.
Bei Lech Poznań bestritt er 131 Spiele, erzielte acht Tore und gewann zwei polnischen Fußballmeister und den polnischer Fußball-Supercup.
Vom 11. Oktober 2012 bis zum 17. September 2013 war er Sportdirektor von Zaglebie Lubin.
Seit dem 6. August 2016 ist er Präsident des Großpolnischen Fußballverbands. Am 27. März wurde Wojtala in diesem Amt für die Amtszeit 2025–2029 wiedergewählt.
Wojtala hat auch eine Kandidatur für die Wahl zum Präsidenten des polnischen Fußballverbands angekündigt, die für 2025 geplant ist.

## Kontroverse
Am 28. März 2024 wurde Paweł Wojtala vom Vorstand des Polnischen Fußballverbands suspendiert. Die Entscheidung wurde vorsorglich im Zusammenhang mit den Ermittlungen der Bezirksstaatsanwaltschaft Posen getroffen. Die Strafverfolgungsbehörden beschuldigten Wojtala, an einem Verfahren zur illegalen Übertragung des Vermögens von Office Futura auf BAP Invest, ein Unternehmen, das er gemeinsam mit seinem Partner besaß, beteiligt gewesen zu sein. Das Gericht wies die Staatsanwaltschaft an, die Beweise zu ergänzen, woraufhin Wojtala sein Recht auf einen Sitz im Vorstand wiedererlangte.
Ein Zivilgericht in Posen entschied, dass das von Wojtala geleitete Unternehmen BAP Invest ungerechtfertigte Einnahmen in Höhe von rund 1,5 Mio. PLN erzielt hatte. Das Gericht stellte fest, dass diese Gelder aus der Vermietung eines Bürogebäudes stammten, das zuvor Office Futura gehörte, dessen finanzielle Lage sich verschlechtert hatte und das schließlich in Konkurs ging. In der Urteilsbegründung wurde auf ungerechtfertigte Geschäftsentscheidungen von Wojtala und seinem Partner sowie auf die Inanspruchnahme von Dritten beim Abschluss wichtiger Verträge – darunter der ehemalige Fußballspieler Jaroslaw Araszkiewicz – hingewiesen. Nach Ansicht des Gerichts schadeten diese Handlungen den Gläubigern, einschließlich Banken und Finanzämtern, und der Mietvertrag selbst wurde als rechtsunwirksam für nichtig erklärt.
Während des Verfahrens wurden auch finanzielle Unregelmäßigkeiten im Zusammenhang mit der Geschäftstätigkeit von BAP Invest aufgedeckt, darunter langjährige Steuer- und Mietrückstände. Infolgedessen beantragte der Konkursverwalter bei Gericht eine einstweilige Verfügung gegen Wojtala. Diesem Antrag wurde nicht stattgegeben, da Wojtala den geforderten Betrag kurz vor der Anhörung zahlte. Der Konkursverwalter meldete den zuständigen Dienststellen auch den Verdacht auf illegale Abhebung erheblicher Geldbeträge vom Konto des Unternehmens – den Unterlagen zufolge sollte es sich um mehrere hunderttausend Zloty handeln, die in bar abgehoben wurden.

## Erfolge
- 3× Polnischer Meister: 1992, 1993, 1997
- 1× Polnischer Supercupsieger: 1993
- 1× DFB-Pokalsieger: 1999